# Limoeiro do Norte
Limoeiro do Norte este un oraș în statul Ceará (CE) din Brazilia.